# Kinesias
Kinesias (altgriechisch Κινησίας) aus Athen war ein griechischer Dithyrambendichter im letzten Viertel des 5. und zu Beginn des 4. Jahrhunderts v. Chr., der auch politisch aktiv war.
Kinesias war der Sohn des Meles, der ein wenig herausragender Kitharöde und angeblich einer der Hermenfrevler, den Hermokopiden, war, was wohl auf Verwechslung mit dem Hermokopiden Meletos basiert. Er stammte aus dem attischen Demos Paionidai der Phyle Leontis. Kinesias war Dithyrambendichter und Kykliodidaskalos (κυκλιοδιδάσκαλος), also Unterweiser der fünfzig Mitglieder eines Chores in den kyklioi choroi, den vom Chor aufgeführten Rundtänzen. In dieser Eigenschaft, als Lehrer, scheint er Anfang des 4. Jahrhunderts v. Chr. auch einen Sieg in einem kyklischen Agon errungen zu haben, da sein Name in einem dahingehend zu deutenden Inschriftenfragment erscheint. Darüber hinaus trat er als Komponist einer Pyrrhiche, eines Waffentanzes, hervor.
Kinesias war der einzige aus Athen stammende Dithyrambendichter und ein Vertreter der Neuen Musik, die zu seiner Zeit heftig umstritten war. Wie seine Mitstreiter wurde auch er seitens der Komödiendichter heftig angegriffen, was sich in zahlreichen Verspottungen durch Aristophanes und andere Dichter der Alten Komödie wie den Komiker Platon niederschlug. Strattis widmete ihm ein eigenes Stück Kinesias und im Cheiron, einer Komödie unbestimmter Zeitstellung, die möglicherweise dem Pherekrates zuzuweisen ist, wird ihm der Tonartwechsel innerhalb der Strophen vorgeworfen und die personifizierte Musik beschwert sich, er habe sie zugrunde gerichtet. Zudem hat er als Vertreter der Neuen Musik strophenfreie rhythmische Motive, sogenannte Anabolai, in seine Musik eingebaut, eine Neuerung, die als erstes von Melanippides in die Musik des Dithyrambos eingeführt wurde. Der Philosoph Platon kritisierte die moralisierende Haltung seiner Texte. Von seiner Dichtung ist kein Vers erhalten, obwohl er als der bedeutendste attische Lyriker galt. Lediglich von einem Dithyrambos ist der Titel bekannt: Asklepios (Ἀσκληπιός), möglicherweise mit der Einführung des Asklepioskultes als athenischen Staatskult 420 v. Chr. zu verbinden.
Um 400 v. Chr. trat Kinesias als aktiver Politiker und Buleutes in Erscheinung, als er beantragte, die Aufwendungen für die komischen Chorpartien zu beschränken. Dies mag der Anlass für Strattis gewesen sein, ihn einen „Chormörder“ (χοροκτόνος) zu nennen. Im Jahr 394/393 v. Chr. unterstützte Kinesias den Antrag des Androsthenes, den Tyrannen Dionysios I. von Syrakus samt einigen Angehörigen nach dem Sieg über die Karthager zu ehren. In zwei Prozessen zählte Kinesias zu den Anklägern und wurde von dem als Verteidiger auftretenden Lysias der Asebie und der Mitgliedschaft im Verein der Kakodaimonistai (κακοδαιμονισταί, „Anhänger des bösen Daimon“) beschuldigt.
Laut Lysias war es die Asebie, für die die Götter Kinesias mit körperlichen Leiden bestraften. Er galt seinen Zeitgenossen als hager, schwindsüchtig und hautkrank, weichlich und mit abnormen Beinen versehen, von ganz entsetzlichem körperlichen Zustand, ein lebender Leichnam.